# Tommy Makem

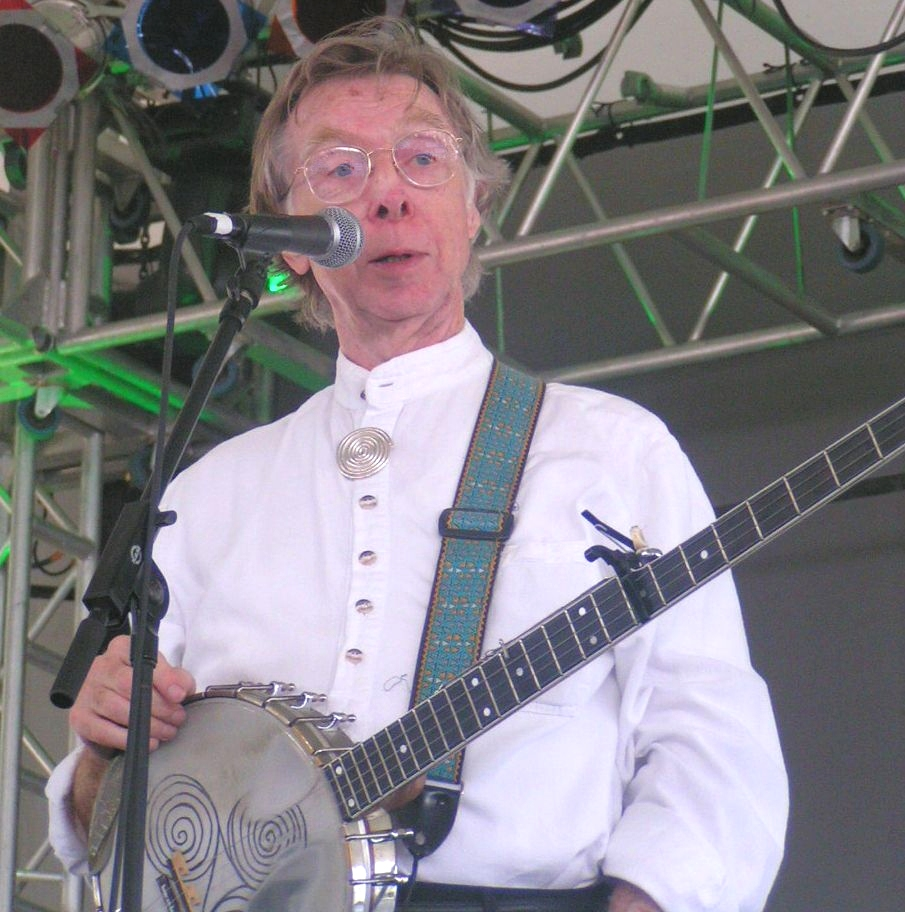
Tommy Makem (2005)

Tommy Makem (* 4. November 1932 in Keady, County Armagh, Nordirland; † 1. August 2007 in Dover, New Hampshire, Vereinigte Staaten) war ein nordirischer Sänger und Musiker. Tommy Makem galt insbesondere in den USA als einer der bekanntesten Musiker des traditionellen Irish Folk.
Er emigrierte in den 1950er Jahren in die Vereinigten Staaten und spielte bei den Clancy Brothers. Sie spielten in ausverkauften Konzerten, unter anderem in der New Yorker Carnegie Hall. Makem und Joan Baez wurden 1961 beim Newport Folk Festival als die Newcomer der US-amerikanischen Folkszene gefeiert. 1969 verließ Makem die Clancy Brothers und versuchte eine Solokarriere; kurze Zeit später trat er zusammen mit Liam Clancy als Makem and Clancy auf. Ab 1988 spielte er wieder alleine.
Tommy Makem starb am 1. August 2007 nach langer Krankheit an den Folgen von Lungenkrebs.